# Paula Chaves
Paula Chaves (Lobos, provincia de Buenos Aires; 6 de septiembre de 1984) es una modelo, presentadora y actriz argentina. Es conocida por haber ganado el programa de telerrealidad Super M 2003, por haber sido finalista del concurso Bailando por un sueño 2010 y por ser la conductora del concurso de pastelería Bake Off Argentina, El gran pastelero.

## Carrera
Comenzó participando en el reality show de modelos Super M 03, donde resultó ganadora dándole la posibilidad de comenzar su carrera de modelo, primero como miembro del equipo de Ricardo Piñeiro Modelos, y más tarde como parte del equipo de Multitalent.
En 2005 debuta como coconductora en Princesas, por El Trece.
En 2009 hizo una participación especial en la tira infantil, Niní. 
Paula concursó en el reality show de baile Bailando por un sueño 2010 conducido por Marcelo Tinelli, donde obtuvo el segundo puesto tras siete meses de competencia.
En 2011 condujo junto a Darío Lopilato el programa Extra pequeño, emitido en la pantalla de El Trece. Ese mismo año realizó una participación especial en Los Únicos.
Debutó en los escenarios en el verano 2011/2012 protagonizando la obra Despedida de soltero. También protagoniza el videoclip «Frío» de Ricky Martin.
En 2014 retomó la conducción al frente del ciclo Este es el show, producido por Ideas del sur, por la pantalla de El Trece.
En 2015 hizo una participación especial en Socios por accidente 2 película protagonizada por Pedro Alfonso y José María Listorti. Ese mismo año realiza una participación especial para la ficción de Pol-ka, Esperanza mía emitida por El Trece, en donde personifica a Paula Gatica, una excompañera del colegio del Gato (Pedro Alfonso) y que pondrá celosa a su pareja, Gilda Albarracín (Jimena Baron).
En 2017 finaliza la conducción del ciclo Este es el show, y se despide de la pantalla de El Trece y de la productora Ideas del sur.
En 2018 hace el gran pase a la pantalla de Telefe al frente del reality de pastelería Bake Off Argentina, El gran pastelero, producido por Turner International Argentina. Luego de finalizar el programa culinario hace pequeñas participaciones en el canal, como conductora invitada en Por el mundo, el programa éxito de viajes conducido por Marley y en reemplazo de Veronica Lozano en su magazín Cortá por Lozano. 
Fue la conductora de Todo por mi hija, el adelanto y Todo por mi hija, así comenzó también por la pantalla de Telefe.
En el verano 2018/2019 regresa a los escenarios, protagonizando Locos por Luisa, junto a su marido Pedro Alfonso.
En 2020 vuelve a conducir la segunda temporada de Bake Off Argentina en Telefe.

## Vida personal
En 2010 comenzó una relación con Pedro Alfonso, productor de Ideas del Sur. Se casaron en 2014 primero por civil y después en una ceremonia religiosa. Juntos tienen tres hijos: Olivia, nacida en 2013, Baltazar, nacido en 2016, y Filipa, nacida en 2020.

## Filmografía

### Cine
| Año  | Título                 | Personaje         | Notas |
| ---- | ---------------------- | ----------------- | ----- |
| 2015 | Socios por accidente 2 | Disfraz de Matias |       |

### Televisión
| Año             | Título                            | Rol                                 | Notas                                      | Canal      |
| --------------- | --------------------------------- | ----------------------------------- | ------------------------------------------ | ---------- |
| 2003            | Super M                           | Participante                        | Ganadora                                   | El Trece   |
| 2004            | Videomatch                        | Ella misma                          | Participación especial en sketch           | Telefe     |
| 2005            | Princesitas                       | Coconductora                        |                                            | El Trece   |
| 2010            | Showmatch: Bailando 2010          | Participante                        | Subcampeona                                | El Trece   |
| 2010            | Extra Pequeño                     | Conductora                          | Programa de concursos                      | El Trece   |
| 2011            | Showmatch: Bailando 2011          | Participante                        | Reemplaza a Pamela Anderson (1 programa)   | El Trece   |
| 2011            | Showmatch: Bailando 2011          | Participante                        | Semifinalista                              | El Trece   |
| 2012            | Showmatch: Bailando 2012          | Participante                        | Semifinalista                              | El Trece   |
| 2014            | Showmatch: Bailando 2014          | Participante                        | Abandono                                   | El Trece   |
| 2014            | Showmatch: Bailando 2014          | Acompañante                         | Invitada de Lizy Tagliani en Salsa en Trío | El Trece   |
| 2014–2017       | Este es el show                   | Conductora                          |                                            | El Trece   |
| 2017            | Showmatch: Bailando por un sueño  | Jurado                              | Reemplazo de Pampita (4 programas)         | El Trece   |
| 2018, 2020–2021 | Bake Off Argentina                | Conductora                          |                                            | Telefe     |
| 2018, 2021–2022 | Cortá por Lozano                  | Conductora de reemplazo             |                                            | Telefe     |
| 2018            | Por el mundo                      | Conductora invitada                 | 1 programa (Destino: Roma)                 | Telefe     |
| 2018            | Todo por mi hija, el adelanto     | Conductora                          | Adelanto de la Telenovela Todo por mi hija | Telefe     |
| 2018            | Todo por mi hija, así comenzó     | Conductora                          | Resumen de la Telenovela Todo por mi hija  | Telefe     |
| 2019            | Susana Giménez: Pequeños Gigantes | Jurado invitada                     | 1 programa                                 | Telefe     |
| 2021            | La Peña de Morfi                  | Conductora invitada                 | 1 programa                                 | Telefe     |
| 2023            | Pasaplatos Famosos                | Conductora                          |                                            | El Trece   |
| 2023            | Bailando 2023                     | Jurado de reemplazo (11 programas). |                                            | América TV |
| 2024            | ¿Quién es la máscara?             | Participante                        |                                            | Teledoce   |
| Ficciones       |                                   |                                     |                                            |            |
| 2009            | Niní                              | Violeta Barranco                    | Participación especial                     | Telefe     |
| 2009            | Impostores                        | Secretaria                          | Participación especial                     | FX         |
| 2011            | Los Únicos                        | Roxi                                | Participación especial                     | El Trece   |
| 2012            | Concubinos                        | Paula                               | Personaje principal                        | El Trece   |
| 2015            | Esperanza mía                     | Paula Gatica                        | Participación especial                     | El Trece   |

### Vídeos musicales
| Año  | Título | Artista      |
| ---- | ------ | ------------ |
| 2011 | Frío   | Ricky Martin |

### Teatro
| Año       | Título                | Papel   | Dirección       | Teatro                                               |
| --------- | --------------------- | ------- | --------------- | ---------------------------------------------------- |
| 2011–2012 | Despedida de soltero  | Paula   | Roberto Antier  | Candilejas 2 (Carlos Paz) / Picadilly (Buenos Aires) |
| 2012–2013 | Viaje de locura       | Paula   | Carlos Olivieri | Holiday (Carlos Paz)                                 |
| 2018–2019 | Locos por Luisa       | Violeta | Carlos Olivieri | Del Lago (Carlos Paz)                                |
| 2023–2024 | Misterio en la cabaña | Abril   | Facundo Lencina | Del Lago (Carlos Paz)                                |
| 2024–2025 | Un viaje en el tiempo | Susana  | Diego Ramos     | Del Lago (Carlos Paz)                                |

### Radio
| Año  | Título           | Rol        | Radio       |
| ---- | ---------------- | ---------- | ----------- |
| 2018 | Polino Auténtico | Conductora | Radio Mitre |

## Publicidades
| Año  | Empresa          | Producto                         |
| ---- | ---------------- | -------------------------------- |
| 2011 | Telefónica móvil | Celulares                        |
| 2012 | Fravega          | Notebook                         |
| 2014 | Cicatricure      | Cicatricure Gel                  |
| 2017 | Garnier          | Rubios Miel (Nutrisse)           |
| 2018 | Garnier          | El Mejor Color (Nutrisse)        |
| 2018 | Gancia           | Gancia Frutos Rojos              |
| 2019 | Sprite           | Se dice de mí, "Día de la Mujer" |
| 2022 | AMIA             | Homenaje a Paola Czyzewski       |

## Premios y nominaciones
| Lista de premios y nominaciones | Lista de premios y nominaciones | Lista de premios y nominaciones                      | Lista de premios y nominaciones | Lista de premios y nominaciones | Lista de premios y nominaciones | Lista de premios y nominaciones |
| Año                             | Organización                    | Categoría                                            | Trabajo                         | Resultado                       | Ref(s)                          |                                 |
| ------------------------------- | ------------------------------- | ---------------------------------------------------- | ------------------------------- | ------------------------------- | ------------------------------- | ------------------------------- |
| 2010                            | Premios Notirey                 | Revelación                                           | Showmatch                       | Nominada                        | [ 18 ]                          |                                 |
| 2011                            | Premios Quiero                  | Mejor Participación en Vídeo                         | Frío                            | Ganadora                        | [ 19 ]                          |                                 |
| 2011                            | Premios Los Más Clickeados      | Famosos con más Rating en Internet                   | Ella misma                      | Ganadora                        | [ 20 ]                          |                                 |
| 2011                            | Premios Notirey                 | Mejor Bailarín/a del Bailando 2011                   | Showmatch                       | Ganadora                        | [ 21 ]                          |                                 |
| 2012                            | Premios VOS                     | Chica del Verano                                     | Despedida de soltero            | Ganadora                        | [ 22 ]                          |                                 |
| 2012                            | Premios Estrella de Concert     | Revelación Femenina                                  | Despedida de soltero            | Ganadora                        | [ 23 ]                          |                                 |
| 2012                            | Premios Figura 360              | Revelación                                           | Despedida de soltero            | Nominada                        | [ 24 ]                          |                                 |
| 2012                            | Premios Los Más Clickeados      | Famosos con más Rating en Internet                   | Ella misma                      | Ganadora                        | [ 25 ]                          |                                 |
| 2012                            | Premios Notirey                 | Pareja del Año (compartido con Pedro Alfonso)        | Ellos mismos                    | Ganadores                       | [ 26 ]                          |                                 |
| 2013                            | Premios Carlos                  | Mejor Actriz                                         | Viaje de locura                 | Nominada                        | [ 27 ]                          |                                 |
| 2013                            | Premios Estrella de Concert     | Mejor Actriz de Comedia                              | Viaje de locura                 | Nominada                        |                                 |                                 |
| 2013                            | Premios Estrella de Concert     | Mejor Atracción de la Temporada                      | Viaje de locura                 | Ganadora                        |                                 |                                 |
| 2013                            | Premios Figura 360              | Figura                                               | Viaje de locura                 | Nominada                        | [ 28 ]                          |                                 |
| 2013                            | Premios Imagen a la Moda        | Mejor Look Urbano                                    | Ella misma                      | Ganadora                        | [ 29 ]                          |                                 |
| 2014                            | MTV Millennial Awards           | Francotuiteador Argentino del Año                    | Ella misma                      | Prenominada                     | [ 30 ]                          |                                 |
| 2014                            | Kids' Choice Awards Argentina   | Celebridad en Twitter Favorito                       | Ella misma                      | Nominada                        | [ 31 ]                          |                                 |
| 2015                            | Premios Los Más Clickeados      | Famosos con más Rating en Internet                   | Ella misma                      | Ganadora                        | [ 32 ]                          |                                 |
| 2017                            | Premios Notirey                 | Mejor Conducción Femenina                            | Este es el show                 | Ganadora                        | [ 33 ]                          |                                 |
| 2018                            | Premios Martín Fierro Digital   | Twitero Más Influyente                               | Ella misma                      | Nominada                        | [ 34 ]                          |                                 |
| 2019                            | Premios VOS                     | Mejor Elenco                                         | Locos por Luisa                 | Nominada                        | [ 35 ]                          |                                 |
| 2019                            | Premios VOS                     | Mejor Dupla en Escena (compartido con Pedro Alfonso) | Locos por Luisa                 | Ganadora                        | [ 35 ]                          |                                 |
| 2019                            | Premios VOS                     | Mejor Labor Destacada en Comedia                     | Locos por Luisa                 | Nominada                        | [ 35 ]                          |                                 |